# 琳达·克里斯蒂安
琳达·克里斯蒂安（Linda Christian，1923年11月13日—2011年7月22日），原名布蘭卡·蘿莎·亨麗埃塔·斯緹拉·韋爾特·沃爾豪爾（Blanca Rosa Henrietta Stella Welter Vorhauer），首任“邦女郎”， 美国好莱坞著名影星。

## 简介
1923年，琳达·克里斯蒂安出生于墨西哥，后来去美国洛杉矶发展，并与米高梅签约成为该公司演员。
1949年，克里斯蒂安和好莱坞著名的男演员泰隆·鲍华结婚，但两人的婚姻只持续到了1956年。
2011年7月22日，克里斯蒂安因为结肠癌离世，享年87岁。

## 奖项荣誉
1954年，琳达·克里斯蒂安出演007电视剧《皇家赌场 (Climax!)》，成为首任“邦女郎”（Bond girl）。 

## 作品

### 电影
1948年，《泰山》。

### 电视剧
1954年，007电视剧《皇家赌场 (Climax!)》。

### 书籍
克里斯蒂安·琳达。《琳达，我自己的故事》纽约：冠出版社（1962）。